# 櫻田慧
櫻田 慧（さくらだ さとし、1937年1月19日 - 1997年5月24日）は、日本の実業家。ハンバーガーチェーン「モスバーガー」を運営するモスフードサービスの創業者で、初代代表取締役社長を務めた。
元日本テレビプロデューサーで、静岡第一テレビ代表取締役会長・元社長の桜田和之は実弟。モスフードサービス代表取締役会長の櫻田厚は甥。

## 人物・経歴
岩手県出身。1960年日本大学経済学部卒業、同年日興証券に入社、1965年退社。
ロサンゼルスで知ったトミーズ（w:Original Tommy's）のハンバーガーを日本人向けにアレンジした「モスバーガー」を、1972年日興証券の同僚3人で事業化させ「モスフードサービス」を設立し、代表取締役社長に就任。1990年からは代表取締役会長。
1993年に藍綬褒章を受章した。1997年5月24日午前10時36分、クモ膜下出血のため東京都中央区の病院で死去した。61歳。櫻田慧は既婚であったが、以前から恋人関係であるとして週刊誌の記事にもなっていた元オリンピック水泳選手木原光知子の自宅マンションで倒れて｢スキャンダラスな急死を遂げた｣と報道された。